# Strachówka
Strachówka ist ein Dorf sowie Sitz der gleichnamigen Landgemeinde im Powiat Wołomiński der Woiwodschaft Masowien, Polen.

## Gemeinde
Zur Landgemeinde (gmina wiejska) Strachówka gehören folgende Ortsteile mit einem Schulzenamt (sołectwo):
Annopol
Borucza
Grabszczyzna
Jadwisin
Józefów
Kąty Czernickie
Kąty-Miąski
Kąty-Wielgi
Krawcowizna
Księżyki
Marysin
Młynisko
Osęka
Piaski
Rozalin
Równe
Ruda-Czernik
Strachówka
Szamocin
Szlędaki
Wiktoria
Zofinin
Ein weiterer Ort der Gemeinde ist Równe (osada leśna).